# Bonaventura Atanasio
Bonaventura Atanasio, anche noto come Bonaventura Attanasio (Lucera, 13 ottobre 1807 – Napoli, 7 settembre 1877), è stato un vescovo cattolico italiano.

## Biografia
Di origini campane, nacque a Lucera, sede dell'omonima diocesi, il 13 ottobre 1807.

### Formazione e ministero sacerdotale
Fu ordinato presbitero il 28 maggio 1831. Nel 1834 si laureò in teologia all'Università di Napoli.
Esercitò il suo ministero nell'arcidiocesi di Napoli; fu esaminatore prosinodale sia per Napoli sia per la diocesi di Nola.

### Ministero episcopale
Il 20 maggio 1844 re Ferdinando II lo indicò come vescovo di Lipari e fu nominato da papa Gregorio XVI il 22 luglio successivo. Ricevette l'ordinazione episcopale il 28 luglio nella basilica dei Santi XII Apostoli a Roma da Antonio Francesco Orioli, cardinale presbitero di Santa Maria sopra Minerva, co-consacranti il patriarca Fabio Maria Asquini, segretario della Congregazione dei vescovi e regolari, e l'arcivescovo Giovanni Giuseppe Canali, vicegerente della diocesi di Roma. Prese possesso canonico della diocesi nei primi giorni di marzo dell'anno successivo.
Durante il suo ministero, fondò il seminario e ampliò il palazzo vescovile; dal punto di vista pastorale si impegno affinché ogni chiesa avesse il suo sacerdote.
Il 29 novembre 1854 papa Pio IX lo nominò assistente al Soglio Pontificio.
Nel mese di ottobre 1857 rassegnò le dimissioni dopo 13 anni di governo pastorale della diocesi.
Solo dopo la nomina del successore Ludovico Ideo, quasi un anno dopo, lasciò Lipari per Napoli dove re Ferdinando II lo nominò presidente della Pubblica Istruzione del Regno.
Prese parte al Concilio Vaticano I.
Morì il 7 settembre 1877 a Napoli.

## Genealogia episcopale
La genealogia episcopale è:
- Cardinale Scipione Rebiba
- Cardinale Giulio Antonio Santori
- Cardinale Girolamo Bernerio, O.P.
- Arcivescovo Galeazzo Sanvitale
- Cardinale Ludovico Ludovisi
- Cardinale Luigi Caetani
- Cardinale Ulderico Carpegna
- Cardinale Paluzzo Paluzzi Altieri degli Albertoni
- Papa Benedetto XIII
- Papa Benedetto XIV
- Papa Clemente XIII
- Cardinale Marcantonio Colonna
- Cardinale Giacinto Sigismondo Gerdil, B.
- Cardinale Giulio Maria della Somaglia
- Cardinale Giacinto Placido Zurla, O.S.B.Cam.
- Cardinale Antonio Francesco Orioli, O.F.M.Conv.
- Vescovo Bonaventura Atanasio, C.SS.R.